# تيري ووجان
تيري ووجان (بالإنجليزية: Terry Wogan) (و. 1938 – 2016 م) هو مقدم برامج إذاعية، ومذيع من جمهورية أيرلندا، المملكة المتحدة .
توفي في تبلو .بسبب سرطان .

## التعليم
تعلم في Crescent College.

## مناصب وهيئات
أدار راديو بي بي سي 2، وبي بي سي.

## جوائز وترشيحات
حصل على جوائز منها:
- فارس قائد رتبة الإمبراطورية البريطانية (سنة 2005).

## روابط خارجية
- تيري ووجان على موقع IMDb (الإنجليزية)
- تيري ووجان على موقع ميوزك برينز (الإنجليزية)
- تيري ووجان على موقع إن إن دي بي (الإنجليزية)
- تيري ووجان على موقع قاعدة بيانات الفيلم (الإنجليزية)